# 进贤 (恒星)
进贤（室女座k，k Vir，室女座44，44 Vir）是室女座的一颗恒星，光谱型A3V。